# 三堡站 (北京市)
三堡站是京包铁路（原京张铁路）上的一个小火车站，位于北京市延庆区八达岭镇三堡村境内，1910年为增大南口-康庄段运输能力而增设。除S2线以外的上行列车必须在此站进站信号机外停车，以检验制动力。